# Gunung Bayu
Gunung Bayu is een bestuurslaag in het regentschap Simalungun van de provincie Noord-Sumatra, Indonesië. Gunung Bayu telt 2587 inwoners (volkstelling 2010).